# ミュージックギフト〜音楽・地球号
『ミュージックギフト〜音楽・地球号』（ミュージックギフト おんがく・ちきゅうごう）は文化放送のラジオ番組。

## 概要
2000年4月9日に放送を開始した。当時は毎週日曜の16:00 - 16:30までの30分番組であった。
創価学会の一社提供であった。文化放送をキーステーションに全国35局にネットされていた。なお、ナイターシーズンは毎週日曜の30分の放送だが、ナイターオフになると30分編成の月 - 金曜の帯番組となっていた。また放送時間帯もナイターシーズンは各局で昼、夕方、夜と多種多様なのに対して、ナイターオフは基本的に夜帯に統一されていた。
毎回異なるゲストを迎え、リスナーから「誰かにプレゼントしたい曲」のリクエストを募集していた。その中から原則3通を取り上げ、番組用のリクエストフォーマットに従い曲名・贈る相手・贈る理由を読み上げ、パーソナリティーの竹内靖夫とゲストとの会話の後、曲をフルコーラスで放送していた。
様々な芸能人（歌手、俳優、女優、アイドル、お笑い芸人など）が竹内のパートナーとしてゲスト出演するが、ナイターオフ期については2004年以降、毎週月・火曜と水・木曜にそれぞれ1組ずつ異なるゲストが出演し、金曜のみ「ソロバージョン」と銘打ち竹内単独で放送していた。
毎回3曲かかるが（曲の長さによっては2曲の時も）、曲名、贈る相手、贈る理由の読み上げは1曲目は竹内、2曲目は原則ゲストが行なった。また、リクエストと関係なく、最終日の最後の曲にゲストの持ち歌を1曲かけることが多かった。その場合、竹内が『○○さん（ゲスト出演者）からのプレゼントということで、曲紹介をお願いします』と言った後で、ゲスト自ら曲紹介を行っていた。
金曜の「ソロバージョン」では3曲目をかける前にその曲をリクエストしたリスナー本人と竹内の電話によるトークが行われていた。
リクエストを採用されたリスナーには番組特製グッズ（初期はグリーティングカード、その後はペンセットや携帯ラジオなど）がプレゼントされていた。なお、一時期文化放送スペシャルウィーク時の放送では音楽ギフトカードやクオカードを抽選でプレゼントしていた事もあった。
ネット局リスナーのリクエストには「○○ラジオでお聞きの - 」と放送局も公開していた。
時折、ネット局で所在地に関連する芸能人やアナウンサーをゲストで呼び収録したものを放送した。その場合は、月 - 木曜までがネット局での収録版、金曜の「ソロバージョン」は通常通りの形で放送した。また回によっては地方の名産品のプレゼントを行う事があった。なお、富山県の北日本放送（KNB）のみ、収録・放送できなかったと、竹内が最終回で述べていた。
ネット局は基本的にNRN系列の放送局が多いが、中京広域圏（愛知・岐阜・三重）はJRN系列のCBCラジオ、沖縄は同じくJRN系列の琉球放送（RBCラジオ）にネットされていた。番組開始当初は全国ネットでもネット局は少なかったものの、2004年4月から36局ネットとなった。
文化放送では2005年から毎年大晦日にスペシャル版を放送した。投稿は事前応募となっており、年末進行の都合上12月20日頃の締め切りとなっていた。
2011年3月14日・15日は東北地方太平洋沖地震（東日本大震災）発生の影響で変則による「ソロバージョン」の放送となった。この日以降CMはACジャパンと文化放送からの節電のお願いに差し替えられたが、5月15日放送分からスポンサーCMが再開した。
2013年3月29日をもって番組が終了（一部の局は野球中継の関係で28日終了）し、13年間の放送に幕を閉じた。なお最後のリクエスト曲はスーパーバタードッグの「サヨナラCOLOR」であった。

## 出演者
- 竹内靖夫（バンブー竹内、放送当時は文化放送アナウンサー）

## 放送時間
| 放送対象地域  | 放送局                        | 放送曜日・放送時間                                | 放送曜日・放送時間      |
| 放送対象地域  | 放送局                        | ナイターシーズン                                  | ナイターオフ            |
| ------------- | ----------------------------- | ------------------------------------------------- | ----------------------- |
| 関東広域圏    | 文化放送（QR） （制作局）     | 日曜 16:00 - 16:30                                | 月 - 金曜 18:30 - 19:00 |
| 北海道        | 北海道放送（HBC）             | 日曜 18:30-19:00                                  | 月 - 金曜 18:30 - 19:00 |
| 青森県        | 青森放送（RAB）               | 日曜 18:30-19:00                                  | 月 - 金曜 18:30 - 19:00 |
| 岩手県        | IBC岩手放送（IBC）            | 日曜 17:00 - 17:30                                | 月 - 金曜 18:30 - 19:00 |
| 宮城県        | 東北放送（TBC）               | 日曜 17:30 - 18:00                                | 月 - 金曜 18:30 - 19:00 |
| 秋田県        | 秋田放送（ABS）               | 日曜 18:30 - 19:00                                | 月 - 金曜 18:30 - 19:00 |
| 山形県        | 山形放送（YBC）               | 日曜 16:00 - 16:30                                | 月 - 金曜 18:30 - 19:00 |
| 福島県        | ラジオ福島（RFC）             | 日曜 17:00 - 17:30                                | 月 - 金曜 21:30 - 22:00 |
| 茨城県        | 茨城放送（IBS）               | 日曜 16:20 - 16:50                                | 月 - 金曜 21:00 - 21:30 |
| 栃木県        | 栃木放送（CRT）               | 日曜 18:30 - 19:00                                | 月 - 金曜 18:30 - 19:00 |
| 新潟県        | 新潟放送（BSN）               | 日曜 17:25 - 17:55                                | 月 - 金曜 21:25 - 21:55 |
| 長野県        | 信越放送（SBC）               | 日曜 15:30 - 16:00                                | 月 - 金曜 21:30-22:00   |
| 山梨県        | 山梨放送（YBS）               | 日曜 16:00 - 16:30                                | 月 - 金曜 18:30 - 19:00 |
| 静岡県        | 静岡放送（SBS）               | 日曜 16:00 - 16:30                                | 月 - 金曜 18:30 - 19:00 |
| 富山県        | 北日本放送（KNB）             | 日曜 17:00 - 17:30                                | 月 - 金曜 18:30 - 19:00 |
| 石川県        | 北陸放送（MRO）               | 日曜 17:00 - 17:30                                | 月 - 金曜 18:30 - 19:00 |
| 福井県        | 福井放送（FBC）               | 日曜 15:30 - 16:00                                | 月 - 金曜 18:30 - 19:00 |
| 中京広域圏    | CBCラジオ（CBC）              | 日曜 13:00 - 13:30 （『お気楽パラダイス』に内包） | 月 - 金曜 21:30 - 22:00 |
| 近畿広域圏    | ラジオ大阪（OBC）             | 日曜 17:00-17:30                                  | 月 - 金曜 18:30 - 19:00 |
| 和歌山県      | 和歌山放送（wbs）             | 日曜 15:30 - 16:00                                | 月 - 金曜 18:30 - 19:00 |
| 鳥取県 島根県 | 山陰放送（BSS）               | 日曜 17:00 - 17:30                                | 月 - 金曜 18:30 - 19:00 |
| 岡山県        | 山陽放送（RSK）               | 日曜 12:30 - 13:00                                | 月 - 金曜 18:30 - 19:00 |
| 広島県        | 中国放送（RCC）               | 日曜 12:00 - 12:30                                | 月 - 金曜 21:00 - 21:30 |
| 山口県        | 山口放送（KRY）               | 日曜 17:30 - 18:00                                | 月 - 金曜 18:30 - 19:00 |
| 徳島県        | 四国放送（JRT）               | 日曜 12:30 - 13:00                                | 月 - 金曜 18:30 - 19:00 |
| 香川県        | 西日本放送（RNC）             | 日曜 17:00 - 17:30                                | 月 - 金曜 18:30 - 19:00 |
| 愛媛県        | 南海放送（RNB）               | 日曜 17:30 - 18:00                                | 月 - 金曜 18:30 - 19:00 |
| 高知県        | 高知放送（RKC）               | 日曜 17:30 - 18:00                                | 月 - 金曜 18:30 - 19:00 |
| 福岡県        | 九州朝日放送（KBC）           | 日曜 18:00 - 18:30                                | 月 - 金曜 18:30 - 19:00 |
| 長崎県 佐賀県 | 長崎放送/NBCラジオ佐賀（NBC） | 日曜 17:00 - 17:30                                | 月 - 金曜 18:30 - 19:00 |
| 熊本県        | 熊本放送（RKK）               | 日曜 22:00 - 22:30                                | 月 - 金曜 21:30 - 22:00 |
| 大分県        | 大分放送（OBS）               | 日曜 16:30 - 17:00                                | 月 - 金曜 18:30 - 19:00 |
| 宮崎県        | 宮崎放送（MRT）               | 日曜 18:00-18:30                                  | 月 - 金曜 21:00 - 21:30 |
| 鹿児島県      | 南日本放送（MBC）             | 日曜 22:00 - 22:30                                | 月 - 金曜 21:00 - 21:30 |
| 沖縄県        | 琉球放送（RBC）               | 日曜 17:30 - 18:00                                | 月 - 金曜 18:30 - 19:00 |